# Leone codardo
Il  Leone Codardo  (in inglese Cowardly Lion) è uno dei personaggi del celebre romanzo per ragazzi Il meraviglioso mago di Oz, scritto da L. Frank Baum.

## Storia del personaggio
Il Leone codardo è condannato da una terribile codardia che lo costringe a nascondersi da tutto e da tutti e a non scappare dagli altri animali solo perché questi hanno paura ad avvicinarglisi a causa dei suoi ruggiti. Spaventato da ogni minimo pericolo conduce un'esistenza solitaria, dedita solo a una caccia necessaria per sfamarsi.
Durante uno di questi sporadici spostamenti si imbatte però in una strana compagnia, formata da Dorothy, una bambina del Kansas, da uno spaventapasseri e da un uomo di latta. Tentando di spaventarli li minaccia e butta per terra gli ultimi due. Quando però si avventa sul piccolo Totò, il cagnolino, la coraggiosa Dorothy tenta di salvare l'animaletto e schiaffeggia il suo aggressore. Questi, spaventato, scoppia in un pianto ininterrotto. La ragazzina, impietosita, cerca di consolarlo e scopre così come egli si ritenga un incredibile codardo. Dopo che i tre viaggiatori gli rivelano lo scopo e la destinazione del loro viaggio (sono infatti diretti verso la città di smeraldo per chiedere a un grande mago, il mago di Oz, un cervello, un cuore e un lieto ritorno a casa) il leone decide di seguirli nel loro tragitto per chiedere al meraviglioso stregone un po' di coraggio.
Dopo diverse disavventure, quali ad esempio lo scontro con i giganteschi Kalidah, i quattro viandanti giungono in un bellissimo campo di papaveri che però, a causa del loro incredibile profumo, costringono coloro che passano a dormire in eterno. L'uomo di latta e lo spaventapasseri riescono a stento a salvare la piccola Dorothy, non riuscendo però a portare con sé il leone codardo che, caduto addormentato, è condannato a dormire in eterno. Grazie però all'aiuto di alcuni topi, debitori nei confronti del boscaiolo di latta, che aveva salvato la loro regina, il leone viene salvato. La piccola compagnia raggiunge così la città di smeraldi. Accolti con tutto rispetto dagli abitanti locali vengono ricevuti, uno alla volta e in giorni diversi, dal mago di Oz. Questi, apparso al Leone come una palla infuocata, ordina di annientare la malvagia Strega dell'Ovest se vuole ricevere il coraggio che hanno chiesto.
Nella foresta oscura Dorothy e i suoi compagni fronteggiano gli scagnozzi della strega, dei quali, l'esercito dei Wikie, terrorizzati dal leone. Con l'arrivo delle scimmie volanti si conclude però la loro resistenza: il leone viene catturato e condannato a divenire il destriero bardato della malvagia strega. Solo l'intervento di Dorothy, che intanto aveva sconfitto la strega, e che, durante la sua prigionia gli dava cibo per sfamarlo, riesce a liberarlo. Vincitori, i quattro si recano di nuovo dal mago, dichiarando di aver sconfitto la strega. Scoprono però che quello non è un vero stregone ma un povero uomo perdutosi dopo un viaggio in mongolfiera. Desideroso di riscattarsi, il grande imbroglione tenta di esaudire comunque i doni e fa bere al leone una mistura di finto coraggio.
Il leone accompagna ancora Dorothy nella terra del Sud alla ricerca della strega buona Glinda, che l'avrebbe riportata a casa. Durante il tragitto si imbatte in un manipolo di animali resi prigionieri da un terribile ragno gigantesco. Il leone, ormai divenuto coraggioso, lo affronta e, trovandolo addormentato, lo uccide decapitandolo. Dopo aver salutato l'amica, tornata nella propria terra d'origine, ritorna in mezzo a questi animali che, liberi dal vecchio padrone, decidono di nominarlo loro re.

## Interpreti

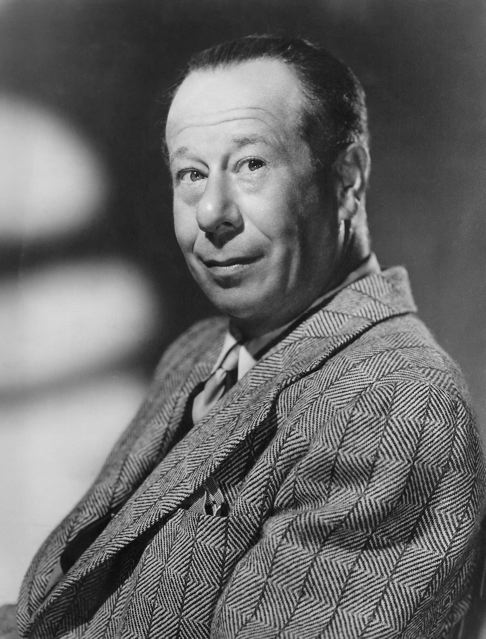
Bert Lahr, interprete del Leone Codardo nel film Il mago di Oz del 1939

## Libri (parziale)
- (EN) L. Frank Baum, The Wonderful Wizard of Oz, illustrazioni di William Wallace Denslow, Chicago, George M. Hill, 1900.

## Filmografia parziale

### Cinema
- Il mago di Oz (The Wizard of Oz, regia di Victor Fleming (1939)
- Nel fantastico mondo di Oz (Return to Oz), regia di Walter Murch (1985)
- Il grande e potente Oz (Oz the Great and Powerful), regia di Sam Raimi (2013)

### Televisione
- I Muppet e il mago di Oz (The Muppets' Wizard of Oz), regia di Kirk R. Thatcher - film TV (2005)
- Phineas e Ferb (Phineas and Ferb) - serie animata, episodio 2x56 (2010)
- La casa di Topolino (Mickey Mouse Clubhouse) - serie animata, episodio 4x05 (2013)
- C'era una volta (Once Upon a Time) - serie TV, episodio 6x18 (2018)

## Merchandising
- Nel 1974 la casa di giocattoli statunitense Mego creò una popolare linea di action figure da 8" ispirate direttamente al film di Victor Fleming Il mago di Oz. La linea comprendeva i personaggi di: Dorothy Gale, il Mago di Oz, lo Spaventapasseri, l'Uomo di latta, il Leone codardo, la Malvagia Strega dell'Ovest, la Buona Strega del Nord e alcuni mastichini. Vennero inoltre commercializzati alcuni playset raffiguranti la città di smeraldo, la strada di mattoni gialli, il paese dei mastichini, il castello della strega dell'Ovest. Per promuovere la linea la Mego organizzò un dispendioso gala, noleggiando un salone del Waldorf-Astoria di New York al quale intervennero i membri del cast sopravvissuti.[1][2][3] La compagnia, chiusa nel 1983, ha riaperto i battenti nel 2018, riproponendo una nuova linea di personaggi del film Il mago di Oz del 1939, tra cui, oltre a Dorothy e la Malvagia Strega dell'Ovest, anche The Cowardly Lion.[4]